# Kreuschlach
Kreuschlach ist eine Katastralgemeinde der Gemeinde Gmünd in Kärnten im Bezirk Spittal an der Drau in Kärnten.
Die Katastralgemeinde besteht aus den Ortschaften Oberkreuschlach, Unterkreuschlach, Treffenboden und Burgwiese. Insgesamt wohnen in Kreuschlach 459 Menschen (Stand 1. Jänner 2024).

## Siedlungsentwicklung
Zum Jahreswechsel 1979/1980 befanden sich in der Katastralgemeinde Kreuschlach insgesamt 135 Bauflächen mit 23.787 m² und 74 Gärten auf 59.372 m², 1989/1990 gab es 173 Bauflächen. 1999/2000 war die Zahl der Bauflächen auf 421 angewachsen und 2009/2010 bestanden 264 Gebäude auf 429 Bauflächen.

## Bodennutzung
Die Katastralgemeinde ist landwirtschaftlich geprägt. 207 Hektar wurden zum Jahreswechsel 1979/1980 landwirtschaftlich genutzt und 512 Hektar waren forstwirtschaftlich geführte Waldflächen. 1999/2000 wurde auf 167 Hektar Landwirtschaft betrieben und 544 Hektar waren als forstwirtschaftlich genutzte Flächen ausgewiesen. Ende 2018 waren 161 Hektar als landwirtschaftliche Flächen genutzt und Forstwirtschaft wurde auf 611 Hektar betrieben. Die durchschnittliche Bodenklimazahl von Kreuschlach beträgt 19,1 (Stand 2010).